# Matthias Fernsebner
Matthias Fernsebner (11 maggio 2005) è uno sciatore alpino austriaco.

## Biografia
Specialista delle prove veloci attivo dal novembre del 2021, Matthias Fernsebner ha esordito in Coppa Europa il 14 dicembre 2023 a Santa Caterina Valfurva in discesa libera (50º) e ai Mondiali juniores di Tarvisio 2025 ha vinto la medaglia di bronzo nella discesa libera e nel supergigante; non ha debuttato in Coppa del Mondo e non ha preso parte a rassegne olimpiche o iridate.

## Palmarès

### Mondiali juniores
- 2 medaglie:
  - 2 bronzi (discesa libera, supergigante a Tarvisio 2025)

### Coppa Europa
- Miglior piazzamento in classifica generale: 141º nel 2025

### Campionati austriaci
- 1 medaglia:
  - 1 argento (supergigante nel 2025)